# Bloomingdale (Georgie)
Bloomingdale je město v Chatham County, v Georgii, ve Spojených státech amerických. V roce 2011 žilo ve městě 2715 obyvatel.

## Demografie
Podle sčítání lidí v roce 2000 žilo ve městě 2665 obyvatel, 1001 domácností a 752 rodin. V roce 2011 žilo ve městě 1385 mužů (51,0%), a 1330 žen (49,0%). Průměrný věk obyvatele je 37 let.